# Райя, Давид
Дави́д Ра́йя Марти́н (исп. David Raya Martín; 15 сентября 1995) — испанский футболист, вратарь английского клуба «Арсенал» и национальной сборной Испании.

## Клубная карьера

### «Блэкберн Роверс»
Давид начал свою карьеру в «Корнелье» из одноимённого города, после чего переехал в Англию для перехода в «Блэкберн Роверс» в июле 2012 года. Он прошёл академию клуба и подписал профессиональный контракт 26 февраля 2014 года. После подписания контракта был отправлен в аренду в «Саутпорт», где и провёл сезон 2014/2015. После возвращения на Ивуд Парк он провёл два матча в чемпионате в конце сезона и подписал новый трёхлетний контракт.
В сезонах 2015/2016 и 2016/2017 Райя был вторым вратарем «Роверс» после Джейсона Стила. В сезоне 2017/2018 был основным вратарём, проведя 47 матчей, и помог клубу вернуться в Чемпионшип. Вратарь покинул команду в июле 2019 года, проведя 108 матчей за клуб.

### «Брентфорд»
6 июля 2019 года Райя подписал контракт с «Брентфордом» на четыре года, сумма трансфера составила примерно 3 миллиона фунтов стерлингов. Игра Давида в первой половине сезона 2019/2020 принесла ему номинацию на премию «Вратарь года» на Лондонской футбольной премии 2020 года, а за 16 матчей на ноль он разделил «Золотую перчатку Чемпионшипа» с Бартошем Бялковским. Райя провел 49 матчей в сезоне, который завершился поражением в стыковых матчах за повышение в высший дивизион со счетом 2:1 от «Фулхэма».
2 октября 2020 года подписал новый четырёхлетний контракт с клубом. В сезоне 2020/2021 Райя в составе «Брентфорда» вышел в АПЛ благодаря победе в плей-офф над «Суонси Сити» со счётом 2:0. Свой первый матч в высшем дивизионе провёл 13 августа 2021 года против лондонского «Арсенала» и одержал победу со счетом 2:0.

### «Арсенал»
15 августа 2023 года Райя взял в аренду «Арсенал». В сезоне 2023/24 выиграл «золотую перчатку» АПЛ, отстояв на ноль 16 матчей. В 1/8 Лиги чемпионов против «Порту» отразил два удара в послематчевых пенальти, тем самым выведя клуб в 1/4 финала впервые с 2010 года.
4 июля 2024 года был выкуплен «Арсеналом» за 27 миллионов фунтов стерлингов. В сезоне 2024/25 снова выиграл «золотую перчатку» АПЛ, проведя 13 сухих матчей в чемпионате и разделив эту награду с Матцом Селсом из «Ноттингем Форест».

## Карьера в сборной
11 ноября 2022 года был включён в официальную заявку сборной Испании для участия в матчах чемпионата мира 2022 года в Катаре.

## Статистика

### Клубная
| Выступление      | Выступление       | Выступление      | Лига | Лига | Кубки | Кубки | Еврокубки | Еврокубки | Итого | Итого |
| Клуб             | Лига              | Сезон            | Игры | Голы | Игры  | Голы  | Игры      | Голы      | Игры  | Голы  |
| ---------------- | ----------------- | ---------------- | ---- | ---- | ----- | ----- | --------- | --------- | ----- | ----- |
| Саутпорт         | Национальная лига | 2014/15          | 16   | -24  | 4     | -2    | —         | —         | 20    | -26   |
| Саутпорт         | Итого             | Итого            | 16   | -24  | 4     | -2    | 0         | 0         | 20    | -26   |
| Блэкберн Роверс  | Чемпионшип        | 2014/15          | 2    | -2   | 0     | 0     | —         | —         | 2     | -2    |
| Блэкберн Роверс  | Чемпионшип        | 2015/16          | 5    | -5   | 0     | 0     | —         | —         | 5     | -5    |
| Блэкберн Роверс  | Чемпионшип        | 2016/17          | 5    | -2   | 3     | -5    | —         | —         | 8     | -7    |
| Блэкберн Роверс  | Лига 1            | 2017/18          | 45   | -39  | 2     | -3    | —         | —         | 47    | -42   |
| Блэкберн Роверс  | Чемпионшип        | 2018/19          | 41   | -64  | 5     | -10   | —         | —         | 46    | -74   |
| Блэкберн Роверс  | Итого             | Итого            | 98   | -112 | 10    | -18   | 0         | 0         | 108   | -130  |
| Брентфорд        | Чемпионшип        | 2019/20          | 49   | -42  | 0     | 0     | —         | —         | 49    | -42   |
| Брентфорд        | Чемпионшип        | 2020/21          | 45   | -38  | 3     | -4    | —         | —         | 48    | -42   |
| Брентфорд        | Премьер-лига      | 2021/22          | 24   | -27  | 1     | -4    | —         | —         | 25    | -31   |
| Брентфорд        | Премьер-лига      | 2022/23          | 38   | -46  | 1     | -1    | —         | —         | 39    | -47   |
| Брентфорд        | Итого             | Итого            | 156  | -153 | 5     | -9    | 0         | 0         | 161   | -162  |
| Арсенал          | Премьер-лига      | 2023/24          | 32   | -24  | 0     | 0     | 9         | -7        | 41    | -31   |
| Арсенал          | Премьер-лига      | 2024/25          | 38   | -34  | 4     | -7    | 13        | -9        | 55    | -50   |
| Арсенал          | Итого             | Итого            | 70   | -58  | 4     | -7    | 22        | -16       | 96    | -81   |
| Всего за карьеру | Всего за карьеру  | Всего за карьеру | 340  | -347 | 23    | -36   | 22        | -16       | 385   | -399  |

### Сборная
| Матчи Давида Райя за сборную Испании | Матчи Давида Райя за сборную Испании | Матчи Давида Райя за сборную Испании | Матчи Давида Райя за сборную Испании | Матчи Давида Райя за сборную Испании | Матчи Давида Райя за сборную Испании | Матчи Давида Райя за сборную Испании |
| №                                    | Дата                                 | Оппонент                             | Счёт                                 | Пропущенные голы                     | Соревнование                         |                                      |
| ------------------------------------ | ------------------------------------ | ------------------------------------ | ------------------------------------ | ------------------------------------ | ------------------------------------ | ------------------------------------ |
| 1                                    | 26 марта 2022                        | Албания                              | 2:1                                  | 1                                    | Товарищеский матч                    |                                      |
| 2                                    | 17 ноября 2022                       | Иордания                             | 3:1                                  | 1                                    | Товарищеский матч                    |                                      |
| 3                                    | 16 ноября 2023                       | Кипр                                 | 3:1                                  | 1                                    | Отборочные матчи ЧЕ-2024             |                                      |
| 4                                    | 22 марта 2024                        | Колумбия                             | 0:1                                  | —                                    | Товарищеский матч                    |                                      |
| 5                                    | 5 июня 2024                          | Андорра                              | 5:0                                  | —                                    | Товарищеский матч                    |                                      |
| 6                                    | 24 июня 2024                         | Албания                              | 1:0                                  | —                                    | Финальные матчи ЧЕ-2024              |                                      |
| 7                                    | 5 сентября 2024                      | Сербия                               | 0:0                                  | —                                    | Лига наций УЕФА 2024/2025            |                                      |
| 8                                    | 8 сентября 2024                      | Швейцария                            | 4:1                                  | 1                                    | Лига наций УЕФА 2024/2025            |                                      |
| 9                                    | 12 октября 2024                      | Дания                                | 1:0                                  | —                                    | Лига наций УЕФА 2024/2025            |                                      |
| 10                                   | 15 октября 2024                      | Сербия                               | 3:0                                  | —                                    | Лига наций УЕФА 2024/2025            |                                      |
| 11                                   | 15 ноября 2024                       | Дания                                | 2:1                                  | 1                                    | Лига наций УЕФА 2024/2025            |                                      |

Итого: 11 матчей / 5 пропущенных голов; 9 побед, 1 ничья, 1 поражение

## Достижения

### Командные
Сборная Испании
- Чемпион Европы: 2024
- Победитель Лиги наций УЕФА: 2022/23

### Личные
- Золотая перчатка Чемпионшипа: 2019/20 (разделена)
- Золотая перчатка английской Премьер-лиги (2): 2023/24, 2024/25 (разделена)